# Carin Gerhardsen

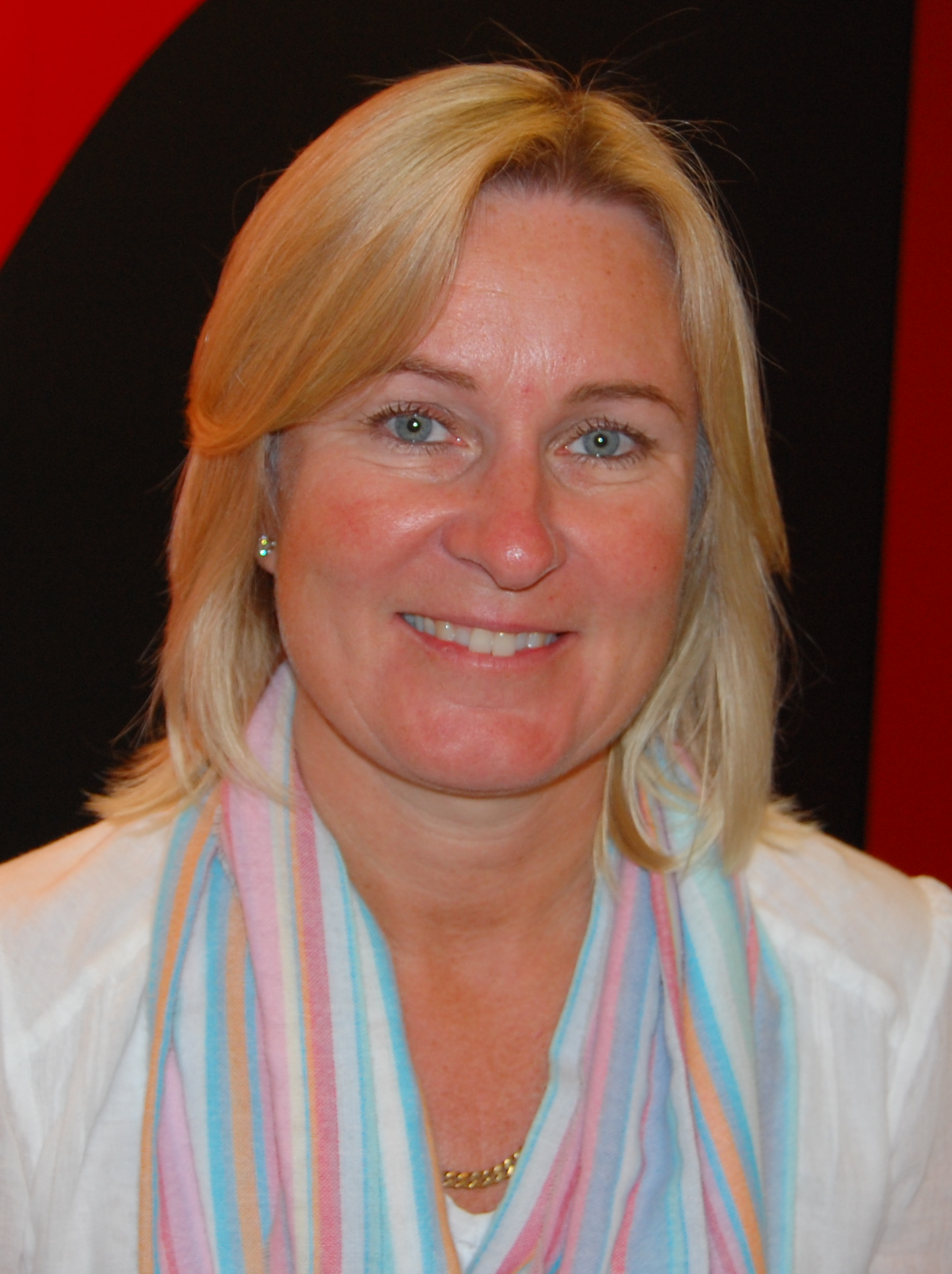
Carin Gerhardsen (2015)

Carin Gerhardsen (* 6. Dezember 1962 in Katrineholm) ist eine schwedische Schriftstellerin. 

## Leben
Gerhardsen verbrachte ihre Kindheit in ihrem Geburtsort Katrineholm und studierte nach Abschluss der Schulausbildung  an der Universität Uppsala Mathematik. Sie arbeitete anschließend als Informatikerin auch einige Zeit in London. Um sich der schriftstellerischen Arbeit widmen zu können, gab sie ihre bisherige Tätigkeit auf. 1992 debütierte sie mit ihrem ersten Roman På flykt från tiden (deutsch Auf der Flucht vor der Zeit), der positive Rezensionen erhielt, aber wenig Anklang in der Öffentlichkeit erfuhr. International erfolgreich wurde sie ab 2008 mit einer Reihe von Kriminalromanen, der so genannten Hammarbyserie, in deren Mittelpunkt das Team der Polizei Hammarby steht. Sie wurden in Schweden regelmäßig Bestseller.
Gerhardsen lebt mit ihrem Ehemann in Stockholm und hat zwei Kinder.

## Werke
- På flykt från tiden (1992)
- Pfefferkuchenhaus (Originaltitel: Pepparkakshuset, 2008, ISBN  978-3404163854)
- Nur der Mann im Mond schaut zu (Originaltitel: Mamma, pappa, barn, 2009, ISBN 978-3404165346)
- Und raus bist du (Originaltitel: Vyssan lull, 2010, ISBN 978-3404165933)
- Falsch gespielt (Originaltitel: Helgonet, 2011, ISBN 978-3404168668)
- Vergessen wirst du nie (Originaltitel: Gideons ring, 2012, ISBN 978-3404173808)
- In deinen eiskalten Augen (Originaltitel: Hennes iskalla ögon, 2013, ISBN 978-3404176526)
- Blutsbande (Originaltitel: Tjockare än vatten, 2014, ISBN 978-3404178445)
- Falleri fallera falleralla (2015, ISBN 978-9175791548)
- Vier Jahre (Originaltitel: Det som göms i snö, 2018, ISBN 978-3453439924)
- Ett annat jag: Projekt Gemini, 2019 (Kinderbuch)
- Ett bättre jag: Projekt Libra, 2020